# 불교 용어 목록 (ㅁ)

바로가기:
ㄱ
경
구
ㄴ
ㄷ
ㄹ
ㅁ
명
무
묵
ㅂ
불
ㅅ
삼
삽
선
소
수
시
심
ㅇ
오
온
유
육
이
ㅈ 

정
지
ㅊ
ㅋ
ㅌ
ㅍ
ㅎ
만행

## 마나바
마나바(摩那婆, 산스크리트어: manava, 팔리어: māṇavaka, 영어: boy, lad, youth)는 소년 또는 어린아이라는 뜻이다. 유동(儒童)이라고도 한다. 유동은 마누(Manu)에 소속된 선자(善者, 착한 사람)를 뜻하기도 한다. 마나바 또는 유동은 고타마 붓다가 전생에서 수행하고 있을 때의 이름이기도 하다.

## 마노사
마노사(摩奴沙)는 마누사(摩㝹闍, 摩㝹沙)의 다른 말이다.

## 마누사
마누사(摩㝹闍, 摩㝹沙, 산스크리트어: manuṣya, 팔리어: mānusa, manussaloka, 영어: man)는 인간 또는 인간 세계를 뜻한다. 마노사(摩奴沙)라고도 한다.

## 마음
마음(心, citta) 또는 심(心)은 아비달마불교의 설일체유부 등에 따르면 안식(眼識) · 이식(耳識) · 비식(鼻識) · 설식(舌識) · 신식(身識) · 의식(意識)의 6식(六識)을 말한다. 대승불교의 유식유가행파 등에 따르면 6식(六識)에 제7식의 말나식(末那識)과 제8식의 아뢰야식(阿賴耶識)을 더한 8식(八識)을 말한다. 마음을 심법(心法, 산스크리트어: citta-dharma, 팔리어: citta-dhamma) 또는 심왕(心王)이라고도 한다. 마음은 색(色) · 수(受) · 상(想) · 행(行) · 식(識)의 5온(五蘊) 중 식온(識蘊)에 해당한다. 마음은 대상을 지각 · 표상 · 분석 · 판단 · 종합하여 인식하는 힘, 즉 수(受) · 상(想)의 힘과 욕구(欲求)하고 의지(意志)하고 표상(表象)하는 힘, 즉 행(行) · 상(想)의 힘을 본질로 한다. 즉, 인식력과 의지력을 본질로 한다.
아비달마불교의 설일체유부 등과 대승불교의 유식유가행파와 법상종 등에서는 마음을 심(心) 또는 심법(心法)이라고 함에 대해 마음의 여러 작용을 통칭하여 심소(心所) 또는 심소법(心所法, mental factors)이라고 하며, 심법과 심소법의 대상을 색(色: 3계의 물질)이라고 한다.

## 마음작용
마음작용(산스크리트어: caitta,
caitasika,
팔리어: cetasika,
영어: mental factors, mental events, mental states)은 마음의 작용(마음의 作用)의 준말이며, 전통적인 불교 용어로는 심소법(心所法) 또는 심소(心所)라고 한다. 또한, 마음작용을 의식작용(意識作用)이라 부르기도 한다.
심소법과 심소는 모두 '마음(6식 또는 8식, 즉 심왕, 즉 심법)이 소유한 법'이라는 뜻의 심소유법(心所有法)의 준말이다. 여기서 '소유(所有)'는 '가지고 있다'는 의미나 '일부분'이라는 의미보다는, 심왕(心王, 즉 마음, 즉 6식 또는 8식, 즉 심법)이 거느리는 권속(眷屬: 한 집에 거느리고 사는 식구) 또는 신하(臣下: 나랏일을 맡아 다스리는 자리를 담당하여, 임금을 섬기어 그 뜻에 따라 행하는 사람)의 뜻이 강하다.
설일체유부의 5위 75법의 법체계에서는 총 46가지의 심소법(마음작용)이 있으며, 유식유가행파와 법상종의 5위 100법의 법체계에서는 총 51가지의 심소법(마음작용)이 있다.

## 마음의 작용
마음의 작용(-作用)은 마음작용의 다른 말이다.

## 만
만(慢,
산스크리트어: māna,
팔리어: māna,
영어: pride,
arrogance,
conceit)은 다음의 분류, 그룹 또는 체계의 한 요소이다.
- 부파불교의 설일체유부의 교학에서 6가지 근본번뇌(根本煩惱), 즉 6수면(六隨眠) 중의 하나이다.[19][20][21][22]
- 부파불교의 설일체유부의 5위 75법에서 심소법(心所法: 46가지) 중 부정지법(不定地法: 8가지) 가운데 하나이다.[23][24][25]
- 대승불교의 유식유가행파와 법상종의 교학에서 6가지 근본번뇌(根本煩惱) 중의 하나이다.[19][26][27]
- 대승불교의 유식유가행파와 법상종의 5위 100법에서 심소법(心所法: 51가지)의 번뇌심소(煩惱心所: 6가지) 가운데 하나이다.[26][27][28]

부파불교의 설일체유부의 교학을 비판적으로 집대성한 《구사론》에 따르면, 만(慢)은 마음(6식, 즉 심왕, 즉 심법)으로 하여금 잘난 체하고 거들먹거리게 하는 마음작용이다. 예를 들어, 다른 사람과 자신을 비교하여 자신이 더 잘났다거나 동등하다고 여기게 하여 잘난 체하고 거들먹거리게 하거나, 혹은 5취온에 집착하게 하여 그것을 가지고 잘난 체하게 하거나, 혹은 아직 증득하지 못한 덕을 증득하였다고 여기게 하여 잘난 체하게 하는 마음작용이다. 한편, 잘난체 하고 거들먹거리는 마음(6식 또는 8식, 즉 심왕, 즉 심법) 상태 또는 남에 대해 자신을 높이는 마음 상태를 전통적인 불교 용어로 고거심(高擧心)이라 한다.
대승불교의 유식유가행파와 법상종의 주요 논서인 《성유식론》에 따르면, 만(慢)은 마음(8식, 즉 심왕, 즉 심법)으로 하여금 자기를 믿어 남에 대해서 높이는[高舉] 것을 본질적 성질[性]로 하는 마음작용이다. 그리고, 만(慢)의 마음작용은 이러한 본질적 성질을 바탕으로 마음이 불만(不慢: 남에 대해서 높이지 않음, 잘난체 하지 않음, 거만하지 않음)의 마음작용과 상응하는 것을 장애함으로써 괴로움[苦], 즉 후유(後有: 3계를 벗어나지 못한 다음 생, 즉 윤회)를 일으키는 것을 그 본질적 작용[業]으로 한다.
만(慢)은 우월감(優越感), 남에 대해 자신을 높임, 잘난 체, 자만(自慢), 거만(倨慢), 거들먹거림, 업신여김, 경멸(輕蔑)의 뜻을 가진다.

## 만결
만결(慢結)은 애결(愛結) · 에결(恚結) · 만결(慢結) · 무명결(無明結) · 견결(見結) · 취결(取結) · 의결(疑結) · 질결(嫉結) · 간결(慳結)의 9결(九結) 가운데 하나이다.
《아비달마품류족론》 제1권에 따르면,
만결은 만(慢) · 과만(過慢) · 만과만(慢過慢) · 아만(我慢) · 증상만(增上慢) · 비만(卑慢) · 사만(邪慢)의 7만(七慢)을 말한다.
《대승아비달마집론》 제4권과 《대승아비달마잡집론》 제6권에 따르면,
만결은 만(慢) · 과만(過慢) · 만과만(慢過慢) · 아만(我慢) · 증상만(增上慢) · 비만(卑慢) · 사만(邪慢)의 7만(七慢)을 말한다. 마음이 만결 즉 7만에 의해 묶이게[所繫] 되면 마음은 나[我]와 내 것[我所]에 대해 불능료지(不能了知: 철저히 알 수 없음)하는 상태가 된다. 나[我]와 내 것[我所]에 대해 불료지(不了知: 철저히 알지 못함)하기 때문에 마음은 나[我]와 내 것[我所]에 대해 집착하게 된다. 나[我]와 내 것[我所]에 대해 집착하기 때문에 불선을 널리 행하고 갖가지 선을 행하지 않게 된다. 불선은 행하고 선은 행하지 않기 때문에 미래세의 고(苦)를 불러들이고 그 고(苦)와 상응하게 된다.

## 말
말[語, 言]의 일반 사전적인 의미는 '사람의 생각이나 느낌 따위를 표현하고 전달하는 데 쓰는 음성 기호, 곧 사람의 생각이나 느낌 따위를 목구멍을 통하여 조직적으로 나타내는 소리' 또는 '음성 기호로 생각이나 느낌을 표현하고 전달하는 행위, 또는 그런 결과물'인데, 불교 용어로는 입으로 짓는 업(業)이라는 뜻에서 구업(口業)이라고 하며 이런 뜻에서는 말은 입과 동의어이다. 다른 말로는, 언어로 짓는 업이라는 뜻에서 어업(語業)이라고도 한다. 구업(口業) 또는 어업(語業)은 신업(身業) · 구업(口業) · 의업(意業)의 3업(三業)의 하나이다.

## 말나식
말나식(末那識, 산스크리트어: manas)은 유식유가행파를 비롯한 대승불교에서 마음을 이루고 있다고 보는 8식(八識: 8가지의 식) 가운데 하나로 제7식(第七識), 제7말나식(第七末那識) 또는 말나(末那)라고도 한다. 말나는 산스크리트어 마나스(manas)를 음역한 것으로 의(意)라고도 의역된다. 제6식(第六識)인 의식(意識)과 구별하기 위해서 의(意)라고 하지 않고 말나(末那)라고 하는데, 《유가사지론》 · 《현양성교론》 등의 유식유가행파의 초기 논서와 진제삼장의 번역에서는 의(意)가 사용되고 있기도 한다.
유식유가행파의 교학에 따르면
말나식은 제8 아뢰야식을 소의(所衣)로 하여 성립된 식이며 또한 제6 의식의 성립에 있어서 소의가 되는 식으로, 본질적인 성질은 끊임없는 사량(思量)이다. 말나식은 아뢰야식에 저장된 종자를 이끌어 내어 현행하게 함으로써 현재적인 인식이 이루어지게 하고 생각과 생각이 끊임없이 일어나게 하는 역할을 한다. 말하자면, 말나식은 아뢰야식과 6식(六識) 사이에서 매개 역할을 하여 끊임없이 6식이 일어나게 하는 작용을 하는 마음이다.
말나식의 본질적인 성질인 사량(思量)은 부정적인 형태로 나타나기도 하도 긍정적인 형태로 나타나기도 하는데, 전의(轉依: 질적 전환)를 득하지 못한 상태 즉 번뇌에 물들어 있는 상태의 염오식(染汚識)으로서의 말나식에서 사량은 오염된 자아의식 즉 자기중심주의로 나타나고, 반면 전의를 득한 상태 즉 번뇌가 정화된 상태의 청정식(淸淨識)으로서의 말나식에서 사량은 나와 남을 평등하게 보는 평등심(平等心)과 대자비심(大慈悲心)으로 나타난다.
전의를 득하지 못한 상태 즉 아직 번뇌에 물들어 있는 상태의 염오식으로서의 말나식의 3성의 관점에서의 성질은 유부무기(有覆無記)로, 아뢰야식의 견분(見分: 의식작용)을 끊임없이 자신의 내적 자아[自內我]라고 생각하고 집착하는 오염된 자아의식으로 작용한다. 구체적으로는, 염오식으로서의 말나식은 항상 아치(我痴) · 아견(我見) · 아만(我慢) · 아애(我愛)의 4번뇌 즉 4가지의 근본적인 번뇌성의 마음작용와 함께 일어나며, 이들 4번뇌 외에도  함께 일어나는 마음작용으로는 변행심소에 속한 5가지 마음작용 모두와 별경심소에 속한 혜(慧) 그리고 대수번뇌심소에 속한 8가지 마음작용이 있다. 이들과 4번뇌를 합하면 총 18가지의 마음작용이 염오식으로서의 말나식과 상응하여 언제나 함께 일어난다.
반면, 전의(轉依)를 득한 상태의 말나식은 평등성지(平等性智)로 질적 전환이 되어 차별심을 떠나서 나와 남을 평등하게 보고 대자비심을 일으킨다. 유식유가행파의 수행론에 따르면, 5위 중 제3위인 통달위에서 평등성지의 일부분이 증득되고 제5위인 구경위에서 불과(佛果)를 증득할 때 즉 성불할 때 그 전체가 증득된다.

## 망견
망견(妄見)은 '망녕된 견해'라는 뜻으로, 모든 잘못된 견해 또는 삿된 견해를 뜻하는 사견(邪見)과 같은 말이다. 또한 '진리에 어긋나는 잘못된 견해'라는 뜻의 악견(惡見) 또는 부정견(不正見)과도 같은 말이며, '번뇌에 오염된 견해'라는 뜻의 염오견(染汚見)과도 같은 말이다. '바른 견해'라는 뜻의 정견(正見)의 반대말이다.

## 망념
1. 망념(忘念)의 한자어 문자 그대로의 뜻은 '잊어버린 기억'으로, 실념(失念)의 다른 말이다. 망념 또는 실념은 8정도(八正道) 가운데 하나인 정념(正念: 바른 기억)의 반대말이며, '정념(正念)을 잃음'을 뜻한다.
2. 망념(妄念)의 일반 사전적인 의미는 아래 목록과 같은데, 불교에서는 미망(迷妄)한 집착하는 생각[執念], 또는 범부(凡夫), 즉 수행 계위 중 견도(見道) 이전의 단계에 있는 사람이 6진(六塵) 경계, 즉 6경(六境)을 탐착할 때의 마음상태를 망념이라 한다.
- 이치(理致: 사물의 정당한 조리)에 맞지 않은 망령된 생각[69]
- 이치(理致: 사물의 정당한 조리)에 맞지 않은 망령된 생각을 함[69]
- 이치(理致: 사물의 정당한 조리)에 어긋나는 헛된 생각으로, 지나치면 병적이 되어 피해망상(被害妄想) · 과대망상(誇大妄想) 등의 정신이상의 원인이 됨[70]

## 망설
망설(妄舌)은 망어(妄語: 거짓말, 헛된 말)의 다른 말이다.

## 망설임
망설임의 일반 사전적인 뜻은 '이리저리 생각만 하고 태도를 결정하지 못함' 으로, 불교에서도 같은 뜻으로 쓰이는데, 특히 유예(猶豫)의 다른 말로서 의(疑)의 마음작용의 본질적 성질이다.

## 망어
망어(妄語)는 거짓말 또는 헛된 말을 말하며, 특히 남을 기만(欺瞞: 속여 넘김)하거나 사기(詐欺: 나쁜 꾀로 남을 속임)를 치기 위해 거짓말을 하는 것을 말한다. 허광어(虛誑語), 허망어(虛妄語), 허위(虛偽), 망설(妄舌) 또는 기(欺)라고도 한다. 망어(妄語)의 한자어 문자 그대로의 뜻은 '속이는 말' 또는 '헛된 말'이다. 허광어(虛誑語)의 한자어 문자 그대로의 뜻은 '헛되고 속이는 말'이다.
망어는 다음의 분류, 그룹 또는 체계의 한 요소이다.
- 5악(五惡) 가운데 하나이다.[79]
- 5계(五戒) 가운데 불망어계(不妄語戒)의 반대이다.[80][81]
- 10악(十惡) 가운데 하나이며, 그 중에서 구사(口四)의 하나이다.[82][83][84]
- 10선(十善) 가운데 불망어(不妄語)의 반대이다.[85]

## 면
면(眠)은 마음작용 중 하나인 수면(睡眠)의 줄임말이다.

## 멸
1. 멸(滅, 산스크리트어: nirodha)은 모든 온이 다했기[諸蘊盡] 때문에 물(物: 물질적인 것) · 심(心: 정신적인 것)의 속박이 없는 상태를 뜻하는데, 택멸(擇滅, 산스크리트어: pratisajkhyā-nirodha, 팔리어: patisavkhā-nirodha) 즉 열반(涅槃)을 가리킨다.
2. 멸(滅, 산스크리트어: nirodha)은 불교의 수행법 중 하나인 4제 16행상(四諦 十六行相: 4성제를 관찰하는 16종의 관법 또는 관행) 가운데 하나로, 4성제 중 멸제에 대한 4가지 관찰[觀法 또는 觀行]인 멸(滅) · 정(靜) · 묘(妙) · 리(離) 가운데 멸(滅)을 말한다. 이것은 '택멸 즉 열반이란 모든 온이 다한 것[諸蘊盡]이므로 물(物: 물질적인 것) · 심(心: 정신적인 것)의 속박이 없는 진리라고 관찰하는 것'을 말한다. 즉, 이러한 수행[行相]을 멸(滅)이라고 한다.

## 멸지
멸지(滅智, 산스크리트어: nirodha-jñāna)는 10지(十智)와 11지(十一智) 가운데 하나로, 4성제 가운데 멸제(滅諦)를 체득[了 또는 證]함으로써 획득[得]한 무루지(無漏智)이다. 달리 말하면, 멸지는 욕계 · 색계 · 무색계의 멸제를 체득[了 또는 證]한 지혜이다. 즉 욕계 · 색계 · 무색계에서 4제 16행상(四諦 十六行相) 가운데 멸제의 4행상(四行相)인 멸(滅) · 정(靜) · 묘(妙) · 리(離)를 관찰[觀]함으로써 획득한 무루의 지혜이다.
《아비달마품류족론》의 정의에 따르면,
멸지(滅智)는 택멸(擇滅)에 대하여 멸(滅) · 정(靜) · 묘(妙) · 리(離)라고 사유(思惟)함으로써 일으킨 무루지(無漏智)이다. 즉, 택멸(擇滅)에 대하여 '택멸은 물(物) · 심(心)의 속박이 없는 진리[滅]이며, 택멸은 번뇌의 시끄러움이 없는 고요함[靜]이며, 택멸은 3계(三界)를 벗어나 온갖 근심이 없는 것[妙]이며, 택멸은 온갖 재액(災厄)을 여의었다[離]'라고 사유함으로써 획득한 무루의 지혜이다.

## 참고 문헌
- 이 문서에는 다음커뮤니케이션(현 카카오)에서 GFDL 또는 CC-SA 라이선스로 배포한 글로벌 세계대백과사전의 내용을 기초로 작성된 글이 포함되어 있습니다.
- 가전연자 지음, 승가제바·축불념 한역, 권오민 번역 (K.943, T.1543). 《아비담팔건도론》. 한글대장경 검색시스템 - 전자불전연구소 / 동국역경원. K.943(24-695), T.1543(26-771).
- 고려대장경연구소. 《고려대장경 전자 불교용어사전》. 고려대장경 지식베이스 / (사)장경도량 고려대장경연구소.
- 고익진 (1989). 《한국 고대 불교 사상사》. 동국대학교 출판부.
- 곽철환 (2003). 《시공 불교사전》. 시공사 / 네이버 지식백과.
- 구나발타라(求那跋陀羅) 한역 (K.650, T.99). 《잡아함경》. 한글대장경 검색시스템 - 전자불전연구소 / 동국역경원. K.650(18-707), T.99(2-1).
- 구나발타라 한역, 번역자 미상 (K.54, T.353). 《승만경》. 한글대장경 검색시스템 - 전자불전연구소 / 동국역경원. K.54(6-1361), T.353(12-217).
- 구마라습 한역, 차차석 번역 (K.991, T.614). 《좌선삼매경》. 한글대장경 검색시스템 - 전자불전연구소 / 동국역경원. K.991(30-128), T.614(15-269).
- 권오민 (1991). 《경량부철학의 비판적 체계 연구》. 동국대학원 철학박사 학위논문.
- 권오민 (2003). 《아비달마불교》. 민족사.
- 담무참 한역, 번역자 미상 (K.105, T.374). 《대반열반경》. 일명 《북본열반경》. 한글대장경 검색시스템 - 전자불전연구소 / 동국역경원. K.105(9-1), T.374(12-365).
- 목건련 지음, 현장 한역, 송성수 번역 (K.945, T.1537). 《아비달마법온족론》. 한글대장경 검색시스템 - 전자불전연구소 / 동국역경원. K.945(24-1091), T.1537(26-453).
- 무착 지음, 바라파밀다라 한역, 이영무 번역 (K.586, T.1604). 《대승장엄경론》. 한글대장경 검색시스템 - 전자불전연구소 / 동국역경원. K.586(16-843), T.1604(31-589).
- 무착 지음, 현장 한역 (K.571, T.1602). 《현양성교론》. 한글대장경 검색시스템 - 전자불전연구소 / 동국역경원. K.571(16-1), T.1602(31-480).
- 무착 지음, 현장 한역, 이한정 번역 (K.572, T.1605). 《대승아비달마집론》. 한글대장경 검색시스템 - 전자불전연구소 / 동국역경원. K.572(16-157), T.1605(31-663).
- 미륵 지음, 현장 한역, 강명희 번역 (K.614, T.1579). 《유가사지론》. 한글대장경 검색시스템 - 전자불전연구소 / 동국역경원. K.570(15-465), T.1579(30-279).
- 법구 지음, 승가발마 등 한역, 김형준 번역 (K.960, T.1552). 《잡아비담심론》. 한글대장경 검색시스템 - 전자불전연구소 / 동국역경원. K.960(28-391), T.1552(28-869).
- 법승 지음, 승가제바·혜원 한역, 김재천 번역 (K.959, T.1550). 《아비담심론》. 한글대장경 검색시스템 - 전자불전연구소 / 동국역경원. K.959 (28-355), T.1550 (28-809).
- 법장 술, 노혜남 번역 (K.1513, T.1733). 《화엄경탐현기》. 한글대장경 검색시스템 - 전자불전연구소 / 동국역경원. K.1513(47-458), T.1733(35-107).
- 불타야사·축불념 한역, 번역자 미상 (K.647, T.1). 《장아함경》. 한글대장경 검색시스템 - 전자불전연구소 / 동국역경원. K.647(17-815), T.1(1-1).
- 사리자 설, 현장 한역, 송성수 번역 (K.946, T.1536). 《아비달마집이문족론》. 한글대장경 검색시스템 - 전자불전연구소 / 동국역경원. K.946(24-1183), T.1536(26-367).
- 서정형 (2004). 《나가르주나 『중론』(해제)》. 서울대학교 철학사상연구소 / 네이버 지식백과.
- 서정형 (2004b). 《『밀린다팡하』(해제)》. 서울대학교 철학사상연구소 / 네이버 지식백과.
- 세우 지음, 구나발타라·보리야사 한역, 송성수 번역 (K.950, T.1541). 《중사분아비담론》. 한글대장경 검색시스템 - 전자불전연구소 / 동국역경원. K.950(25-271), T.1541(26-627).
- 세우 지음, 현장 한역, 송성수 번역 (K.949, T.1542). 《아비달마품류족론》. 한글대장경 검색시스템 - 전자불전연구소 / 동국역경원. K.949(25-149), T.1542(26-692).
- 세친 지음, 현장 한역, 권오민 번역 (K.955, T.1558). 《아비달마구사론》. 한글대장경 검색시스템 - 전자불전연구소 / 동국역경원. K.955(27-453), T.1558(29-1).
- 세친 지음, 현장 한역, 김묘주 번역 (K.594, T.1597). 《섭대승론석》. 한글대장경 검색시스템 - 전자불전연구소 / 동국역경원. K.594(17-76), T.1597(31-321).
- 세친 지음, 현장 한역, 송성수 번역 (K.618, T.1612). 《대승오온론》. 한글대장경 검색시스템 - 전자불전연구소 / 동국역경원. K.618(17-637), T.1612(31-848).
- 세친 지음, 현장 한역, 송성수 번역 (K.644, T.1614). 《대승백법명문론》. 한글대장경 검색시스템 - 전자불전연구소 / 동국역경원. K.644(17-808), T.1614(31-855).
- 승가제바(僧伽提婆) 한역. 《중아함경》. 한글대장경 검색시스템 - 전자불전연구소 / 동국역경원.
- 안혜 지음, 지바하라 한역, 조환기 번역 (K.619, T.1613). 《대승광오온론》. 한글대장경 검색시스템 - 전자불전연구소 / 동국역경원. K.619(17-641), T.1613(31-850).
- 안혜 지음, 현장 한역, 이한정 번역 (K.576, T.1605). 《대승아비달마잡집론》. 한글대장경 검색시스템 - 전자불전연구소 / 동국역경원. K.576(16-228), T.1606(31-694).
- 오백 아라한 지음, 현장 한역, 송성수 번역 (K.952, T.1545). 《아비달마대비바사론》. 한글대장경 검색시스템 - 전자불전연구소 / 동국역경원. K.952(26-1,27-1), T.1545(27-1).
- 운월 (2005). 《근본불교의 수행체계에 대하여》. 한국선학회.
- 운허.  동국역경원 편집, 편집. 《불교 사전》.
- 용수 지음, 구마라습 한역, 김성구 번역 (K.549, T.1509). 《대지도론》. 한글대장경 검색시스템 - 전자불전연구소 / 동국역경원. K.549(14-493), T.1509(25-57).
- 용수 지음, 구마라습 한역, 박인성 번역 (K.577, T.1564). 《중론》. 한글대장경 검색시스템 - 전자불전연구소 / 동국역경원. K.577(16-350), T.1564(30-1).
- 제바설마 지음, 현장 한역, 송성수 번역 (K.947, T.1539). 《아비달마식신족론》. 한글대장경 검색시스템 - 전자불전연구소 / 동국역경원. K.947 (25-1), T.1539 (26-531).
- 중현 지음, 현장 한역, 권오민 번역 (K.956, T.1562). 《아비달마순정리론》. 한글대장경 검색시스템 - 전자불전연구소 / 동국역경원. K.956(27-680), T.1562(29-329).
- 중현 지음, 현장 한역, 권오민 번역 (K.957, T.1563). 《아비달마장현종론》. 한글대장경 검색시스템 - 전자불전연구소 / 동국역경원. K.957(28-1), T.1563(29-777).
- 축불념 한역, 노혜능 번역 (K.530, T.1485). 《보살영락본업경》. 한글대장경 검색시스템 - 전자불전연구소 / 동국역경원. K.530(14-374), T.1485(24-1010).
- 최봉수 (1999). 〈색온에서의 색의 의미 - 구사론과 청정도론의 색온론을 비교하여〉. 《불교학보》.
- 현장 한역, 김달진 번역 (K.154, T.676). 《해심밀경》. 한글대장경 검색시스템 - 전자불전연구소 / 동국역경원. K.154(10-709), T.676(16-688).
- 호법 등 지음, 현장 한역, 김묘주 번역 (K.614, T.1585). 《성유식론》. 한글대장경 검색시스템 - 전자불전연구소 / 동국역경원. K.614(17-510), T.1585(31-1).
- 황욱 (1999). 《무착[Asaṅga]의 유식학설 연구》. 동국대학원 불교학과 박사학위논문.
- (영어) Bodhi, Bhikkhu (trans.) (2000). 《The Connected Discourses of the Buddha: A Translation of the Samyutta Nikaya》. Boston: Wisdom Publications. ISBN 0-86171-331-1.
- (영어) Dawson, John (1888). 《A Classical Dictionary Of Hindu Mythology And Religion Geography History And Literature》. London: Trübner.
- (영어) DDB. 《Digital Dictionary of Buddhism (電子佛教辭典)》. Edited by A. Charles Muller.
- (영어) Macdonell, Arthur Anthony (1929). 《A practical Sanskrit dictionary with transliteration, accentuation, and etymological analysis throughout》. London: Oxford University Press.
- (영어) Gethin, R.M.L. (1992). 《The Buddhist Path to Awakening: A Study of the Bodhi-Pakkhiyā Dhammā》. Leiden: E.J. Brill. ISBN 90-04-09442-3.
- (영어) Rhys Davids, Caroline A.F. ([1900], 2003). 《Buddhist Manual of Psychological Ethics, of the Fourth Century B.C., Being a Translation, now made for the First Time, from the Original Pāli, of the First Book of the Abhidhamma-Piṭaka, entitled Dhamma-Saṅgaṇi (Compendium of States or Phenomena)》. Whitefish, MT: Kessinger Publishing. ISBN 0-7661-4702-9.
- (영어) Sanskrit and Tamil Dictionaries. 《Cologne Digital Sanskrit Dictionaries》. Institute of Indology and Tamil Studies, Cologne University (www.sanskrit-lexicon.uni-koeln.de).
- (영어) Rhys Davids, T.W. & William Stede (eds.) (1921-5). 《The Pali Text Society's Pali–English Dictionary》. Chipstead: Pali Text Society.
- (영어) Thanissaro Bhikkhu (1996, 1998). 《Wings to Awakening》. Retrieved 2008-07-07 from "Access to Insight" at http://www.accesstoinsight.org/lib/authors/thanissaro/wings/index.html.
- (중국어) 가다연니자 조, 현장 한역 (T.1544). 《아비달마발지론(阿毘達磨發智論)》. 대정신수대장경. T26, No. 1544, CBETA.
- (중국어) 가전연자 지음, 승가제바·축불념 한역 (T.1543). 《아비담팔건도론(阿毘曇八犍度論)》. 대정신수대장경. T26, No. 1543, CBETA.
- (중국어) 구나발타라(求那跋陀羅) 한역 (T.99). 《잡아함경(雜阿含經)》. 대정신수대장경. T2, No. 99, CBETA.
- (중국어) 구나발타라 한역 (T.353). 《승만경(勝鬘經)》. 대정신수대장경. T12, No. 353, CBETA.
- (중국어) 구마라습 한역 (T.614). 《좌선삼매경(坐禪三昧經)》. 대정신수대장경. T15, No. 614, CBETA. }
- (중국어) 규기 찬 (T.1830). 《성유식론술기(成唯識論述記)》. 대정신수대장경. T43, No. 1830, CBETA.
- (중국어) 규기 찬 (T.1861). 《대승법원의림장(大乘法苑義林章)》. 대정신수대장경. T45, No. 1861, CBETA.
- (중국어) 길장 찬 (T.1744). 《승만보굴(勝鬘寶窟)》. 대정신수대장경. T37, No. 1744, CBETA.
- (중국어) 담무참 한역 (T.374). 《대반열반경(大般涅槃經)》. 일명 《북본열반경》. 대정신수대장경. T12, No. 374, CBETA.
- (중국어) 목건련 조, 현장 한역 (T.1537). 《아비달마법온족론(阿毘達磨法蘊足論)》. 대정신수대장경. T26, No. 1537, CBETA.
- (중국어) 무착 조, 바라파밀다라 한역 (T.1604). 《대승장엄경론(大乘莊嚴經論)》. 대정신수대장경. T31, No. 1604, CBETA.
- (중국어) 무착 조, 현장 한역 (T.1602). 《현양성교론(顯揚聖教論)》. 대정신수대장경. T31, No. 1602, CBETA.
- (중국어) 무착 조, 현장 한역 (T.1605). 《대승아비달마집론(大乘阿毘達磨集論)》. 대정신수대장경. T31, No. 1605, CBETA.
- (중국어) 미륵 조, 현장 한역 (T.1579). 《유가사지론(瑜伽師地論)》. 대정신수대장경. T30, No. 1579. CBETA.
- (중국어) 법구 조, 승가발마 등 한역 (T.1552). 《잡아비담심론(雜阿毘曇心論)》. 대정신수대장경. T28, No. 1552, CBETA.
- (중국어) 법승 조, 승가제바·혜원 한역 (T.1550). 《아비담심론(阿毘曇心論)》. 대정신수대장경. T28, No. 1550, CBETA.
- (중국어) 법운 편찬 (T.2131). 《번역명의집(翻譯名義集)》. 대정신수대장경. T54, No. 2131, CBETA.
- (중국어) 법장 술 (T.1733). 《화엄경탐현기(華嚴經探玄記)》. 대정신수대장경. T35, No. 1733, CBETA.
- (중국어) 佛門網. 《佛學辭典(불학사전)》.
- (중국어) 불타야사·축불념 한역 (T.1). 《장아함경(長阿含經)》. 대정신수대장경. T1, No. 1, CBETA. }
- (중국어) 사리자 설, 현장 한역 (T.1536). 《아비달마집이문족론(阿毘達磨集異門足論)》. 대정신수대장경. T26, No. 1536, CBETA.
- (중국어) 색건타라 조, 현장 한역 (T.1554). 《입아비달마론(入阿毘達磨論)》. 대정신수대장경. T28, No. 1554, CBETA. }
- (중국어) 星雲. 《佛光大辭典(불광대사전)》 3판.
- (중국어) 세우 조, 구나발타라·보리야사 한역 (T.1541). 《중사분아비담론(眾事分阿毘曇論)》. 대정신수대장경. T26, No. 1541, CBETA.
- (중국어) 세우 조, 현장 한역 (T.1542). 《아비달마품류족론(阿毘達磨品類足論)》. 대정신수대장경. T26, No. 1542, CBETA.
- (중국어) 세친 조, 진제 한역 (T.1559). 《아비달마구사석론(阿毘達磨俱舍釋論)》. 대정신수대장경. T29, No. 1559, CBETA.
- (중국어) 세친 조, 현장 한역 (T.1558). 《아비달마구사론(阿毘達磨俱舍論)》. 대정신수대장경. T29, No. 1558, CBETA.
- (중국어) 세친 조, 현장 한역 (T.1597). 《섭대승론석(攝大乘論釋)》. 대정신수대장경. T31, No. 1597, CBETA.
- (중국어) 세친 조, 현장 한역 (T.1612). 《대승오온론(大乘五蘊論)》. 대정신수대장경. T31, No. 1612, CBETA.
- (중국어) 세친 조, 현장 한역 (T.1614). 《대승백법명문론(大乘百法明門論)》. 대정신수대장경. T31, No. 1614, CBETA.
- (중국어) 세친 조, 현장 한역, 규기 주해 (T.1836). 《대승백법명문론해(大乘百法明門論解)》. 대정신수대장경. T44, No. 1836_, CBETA.
- (중국어) 승가제바(僧伽提婆) 한역 (T.26). 《중아함경(中阿含經)》. 대정신수대장경. T1, No. 26, CBETA.
- (중국어) 阿含辭典. 《阿含辭典(아함사전)》.
- (중국어) 안혜 조, 지바하라 한역 (T.1613). 《대승광오온론(大乘廣五蘊論)》. 대정신수대장경. T31, No. 1613, CBETA.
- (중국어) 안혜 조, 현장 한역 (T.1606). 《대승아비달마잡집론(大乘阿毘達磨雜集論)》. 대정신수대장경. T31, No. 1606, CBETA.
- (중국어) 연수 편찬 (T.2016). 《종경록(宗鏡錄)》. 대정신수대장경. T48, No. 2016, CBETA.
- (중국어) 오백 아라한 조, 현장 한역 (T.1545). 《아비달마대비바사론(阿毘達磨大毘婆沙論)》. 대정신수대장경. T27, No. 1545, CBETA.
- (중국어) 용수 조, 구마라습 한역 (T.1509). 《대지도론(大智度論)》. 대정신수대장경. T25, No. 1509, CBETA. }
- (중국어) 용수 조, 구마라습 한역 (T.1564). 《중론(中論)》. 대정신수대장경. T30, No. 1564, CBETA.
- (중국어) 원측 찬 (X.369). 《해심밀경소(解深密經疏)》. 만신찬속장경. X21, No. 369, CBETA.
- (중국어) 원휘(圓暉) (T.1823). 《구사론송소론본(俱舍論頌疏論本)》. 대정신수대장경. T41, No. 1823, CBETA.
- (중국어) 丁福保. 《佛學大辭典(불학대사전)》. 一行佛學辭典搜尋.
- (중국어) 제관 록 (T.1931). 《천태사교의(天台四教儀)》. 대정신수대장경. T46, No. 1931, CBETA.
- (중국어) 제바설마 조, 현장 한역 (T.1539). 《아비달마식신족론(阿毘達磨識身足論)》. 대정신수대장경. T26, No. 1539, CBETA.
- (중국어) 중현 조, 현장 한역 (T.1562). 《아비달마순정리론(阿毘達磨順正理論)》. 대정신수대장경. T29, No. 1562, CBETA.
- (중국어) 중현 조, 현장 한역 (T.1563). 《아비달마장현종론(阿毘達磨藏顯宗論)》. 대정신수대장경. T29, No. 1563, CBETA.
- (중국어) 지의 설, 관정 록 (T.1783). 《금광명경현의(金光明經玄義)》. 대정신수대장경. T39, No. 1783, CBETA. }
- (중국어) 지의 설, 법신 기 (T.1916). 《석선바라밀차제법문(釋禪波羅蜜次第法門)》. 대정신수대장경. T46, No. 1916, CBETA.
- (중국어) 축불념 한역 (T.1485). 《보살영락본업경(菩薩瓔珞本業經)》. 대정신수대장경. T24, No. 1485, CBETA.
- (중국어) 현장 한역 (T.1563). 《해심밀경(解深蜜經)》. 대정신수대장경. T16, No. 676, CBETA.
- (중국어) 혜원 찬 (T.1851). 《대승의장(大乘義章)》. 대정신수대장경. T44, No. 1851, CBETA.
- (중국어) 호법 등 지음, 현장 한역 (T.1585). 《성유식론(成唯識論)》. 대정신수대장경. T31, No. 1585, CBETA.